# Милан Шпаљ
Милан Шпаљ (Подравске Сесвете, код Копривнице, 20. јул 1918 — Стара Градишка, јул 1943) био је учесник Народноослободилачке борбе и народни херој Југославије.

## Биографија
Рођен је 20. јула 1918. године у Подравским Сесветама, код Копривнице.
Пре почетка рата студирао је на грађевинском одсеку Техничког факултета у Загребу. Већ на првој години студија укључио се у револуционарни студентски покрет, а 1937. је постао члан Савеза комунистичке омладине Југославије (СКОЈ). Због своје активности и залагања, примљен је, почетком 1941. године, и у чланство Комунистичке партије Југославије (КПЈ).
После Априлског рата и окупације Краљевине Југославије, активно се укључио у припреме за подизање оружаног устанка. У стану својих родитеља у Загребу, одржавао је састанке и заједно са својим братом Луком умножавао партијски пропагандни материјал. У септембру 1941. године, био је ухапшен, али је после четрнаест дана пуштен, пошто полиција није поседовала никакве доказе о његовом раду. После изласка из затвора, наставио је да живи илегално у окупираном Загребу, учествујући у низу омладинских акција.
После једне полицијске провале, усташка полиција је, 20. новембра 1941. године, упала у стан у којем је боравио, и ухапсила га. Упркос мучењу у усташкој полицији, Милан није ништа признавао. Када је био изведен пред Преки суд, он га није могао осудити, јер није било никаквих доказа. Међутим, и поред тога је задржан у затвору. Непрестано је подвргаван саслушавањима и тортури, у нади да ће га сломити и да ће проговорити. Не могавши од њега да изнуде признање, усташе су га, у фебруару 1942. године, послале у Јасеновачки логор. Касније је пребачен у логор у Старој Градишки, где је, у јулу 1943. године осуђен на смрт глађу.
Указом председника Федеративне Народне Републике Југославије Јосипа Броза Тита, 24. јула 1953. године, проглашен је за народног хероја.

## Породица
У току Народноослободилачког рата, страдала су и два Миланова млађа брата — Бранко и Лука. Бранко Шпаљ (1921—1942), био је студент ветерине и члан скојевских група у Загребу. Јула 1941. је отишао из Загреба и прикључио се првој загребачкој партизанској групи, која је деловала у околини Загреба. После њеног разбијања, ове групе у октобру 1941, Бранко је био ухапшен од усташа. Суђено му је у Бјеловару и био је осуђен на 10 година затвора. У пролеће 1942. године, са тројицом другова је покушао да побегне из затвора, али је био ухваћен на бјеловарском гробљу и на зверски начин убијен од усташа. Лука Шпаљ (1924—1942), био је ученик Прве мушке реалне гимназије у Загребу и члан СКОЈ-а. Активно је сарађивао са братом Миланом у партијском раду, а посебно на умножавању и дељењу партијског материјала. Ухапшен је 24. децембра 1941. и одведен у затвор на Савској цести, а одатле најпре у логор Јасеновац, па у логор Стара Градишка, где је умро 26. јула 1942. године.